# Лещево (гміна Сувалки)
Лещево (пол. Leszczewo) — село в Польщі, у гміні Сувалки Сувальського повіту Підляського воєводства.
Населення — 82 особи (2011).
У 1975-1998 роках село належало до Сувальського воєводства.

## Демографія
Демографічна структура станом на 31 березня 2011 року:
|          | Загалом | Допрацездатний вік | Працездатний вік | Постпрацездатний вік |
| -------- | ------- | ------------------ | ---------------- | -------------------- |
| Чоловіки | 41      | 7                  | 29               | 5                    |
| Жінки    | 41      | 7                  | 22               | 12                   |
| Разом    | 82      | 14                 | 51               | 17                   |